# ヨハネス・ヴィルトナー
ヨハネス・ヴィルトナー（Johannes Wildner, 1956年 - ）は、オーストリアの指揮者・ヴァイオリニスト。

## 経歴
1956年、オーストリアのミュルツツーシュラークで生まれた。ウィーンとパルマでオトマール・スウィトナーとヴラディミール・デルマンに指揮を学び、またヴァイオリンおよび音楽学を学んだ。
修学後は、ウィーン・フィルハーモニー管弦楽団にヴァイオリニストとして在籍。その後、スロヴァキア国立コシツェ・フィルハーモニー管弦楽団の首席指揮者（1990年 - 1992年）、プラハ国立歌劇場の首席指揮者（1994年 - 1995年）、ライプツィヒ歌劇場の第一常任指揮者（1996年 - 1998年）を経て、1997年から2007年までノイエ・フィルハーモニー・ヴェストファーレンの音楽総監督を務めた。現在はウィーン・ヨハン・シュトラウス管弦楽団の指揮者とBBCコンサート・オーケストラの首席客演指揮者を務めている。
フォルクスオーパー、アレーナ・ディ・ヴェローナ、グラーツ歌劇場、ザルツブルク州立歌劇場、ロンドンフィル、ロイヤルフィル、バイエルン放送響、MDR響、ドレスデンフィル、ウィーン放送響、リンツ・ブルックナー管、モーツァルテウムなど各国の劇場やオーケストラの客演実績がある。日本では2006年に新国立劇場で《こうもり》の新演出を指揮し、近年は毎年のようにウィーン・ヨハン・シュトラウス管弦楽団を率いてニューイヤー・コンサートの指揮に訪れている。

## 主な録音
マルコポーロ・レーベルが企画、制作したヨハン・シュトラウス2世の管弦楽曲全集（CD52枚相当）に指揮者の一人として参加している。